# Lotus Elan
Lotus Elan (Лотус Ілан) — серія автомобілів фірми Lotus Cars. Виготовлялися моделі як з складним верхом, так і купе з жорстким верхом. Оригінальна модель 26, гоночна модель 26R, купе з жорстким верхом модель 36, купе зі складним верхом модель 45 і купе модель 50 2 виготовлялися з 1962 по 1975 роки. Варіант M100 виготовлявся з 1989 по 1995 роки.

## Elan (1962-1975)

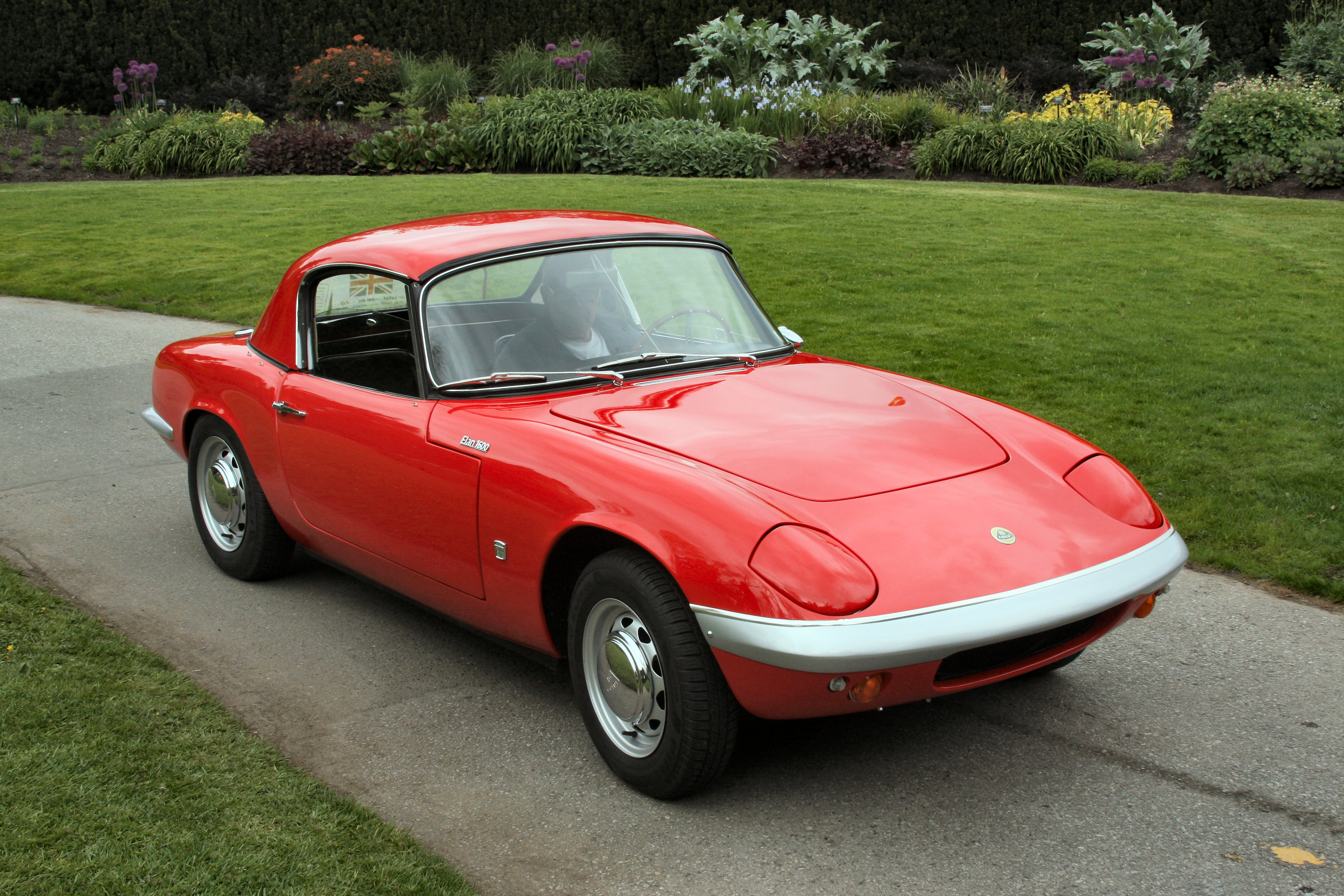
Lotus Elan 1600 S1 (1962-1963)

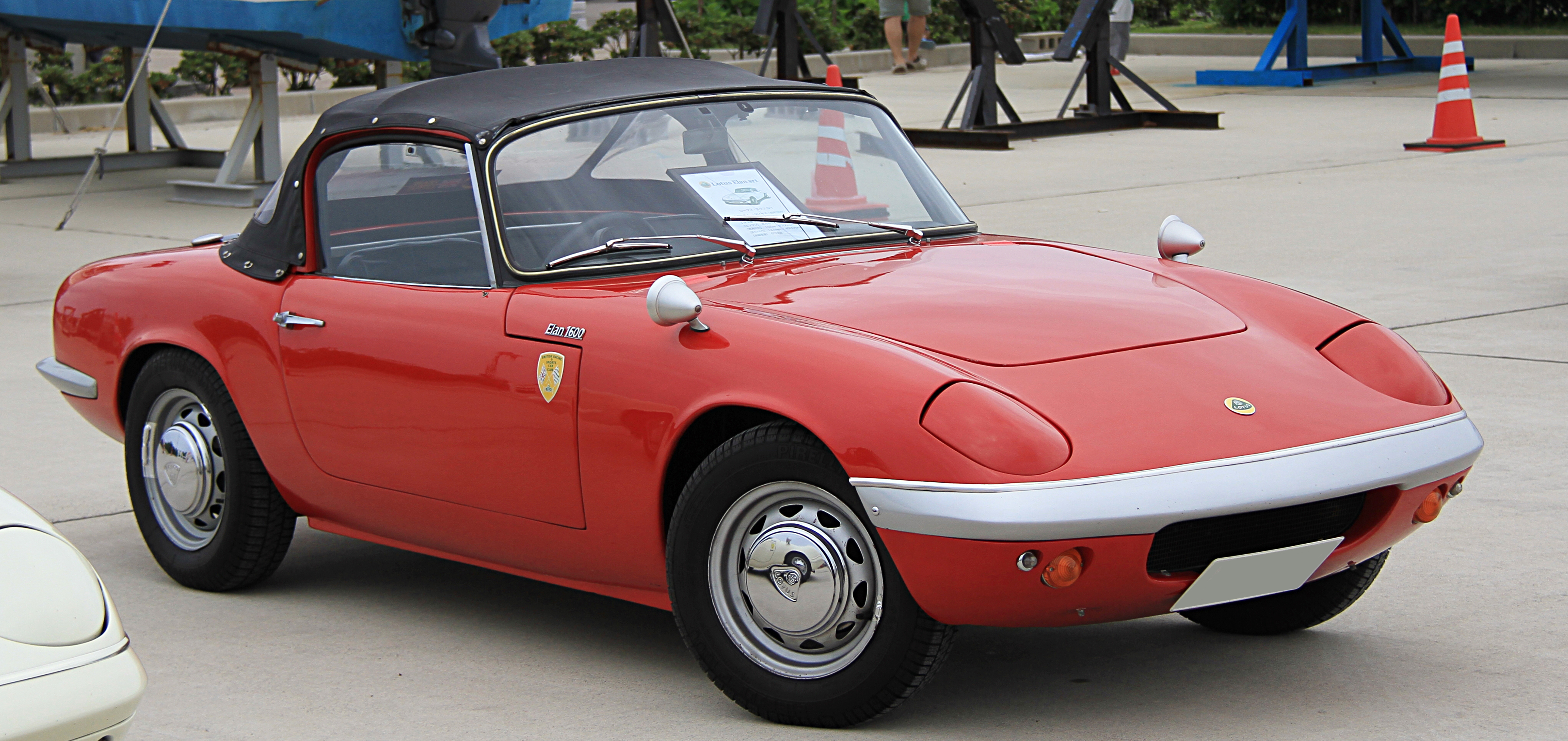
Lotus Elan 1600 S4 (1968-1970)

Lotus Elan був першим дорожнім автомобілем Lotus, який застосував сталеве магістральне шасі з кузовом зі склопластику. Цей стиль будівництва повинен був повторюватися в наступних моделях Lotus протягом майже трьох десятиліть. Маючи приблизно 680 кг, Елан втілив філософію дизайну мінімальної ваги Коліна Чапмана. Elan був технологічно просунутий з двигуном DOHC 1558 см3, дисками на чотири колеса, кермовим керуванням на стійці та шестерні та підвіскою на 4 колеса. Гордон Мюррей, конструктор суперкарів McLaren F1, повідомляв, що його єдиним розчаруванням у McLaren F1 було те, що він не міг дати йому ідеальне керування Lotus Elan.
У 2004 році Sports Car International назвала Елан номером шостим у списку найкращих спортивних автомобілів 1960-х. Оригінальну версію автомобіля розробив Рон Хікман, який також спроектував перший Lotus Europa як частину заявки на проект GT40 Lotus і заробив своє щастя, спроектувавши Black&Decker Workmate.
Завдяки вдалому дизайну та суворій увазі до контролю за витратами на кузов, шасі, двигун та трансмісію, Elan став першим комерційним успіхом Lotus та сприяв фінансуванню його досягнень у гонках протягом наступних десяти років. Це пожвавило компанію, розтягнуту тонкістю екзотичного, дорогого для побудови, і досить ненадійного Lotus Elite, який використовував кузов/шасі монокока зі склопластику та весь алюмінієвий двигун Coventry Climax.
Оригінальний Elan 1500 був представлений у 1962 році як дорожній. Після дуже короткого циклу виробництва всього 22 автомобілів двигун був збільшений, і автомобіль був перейменований на Elan 1600. Необов'язковий жорсткий стіл також пропонувався. Elan 1600 1963 року був замінений на Elan S2 в 1964 році. У 1965 році було введено версію автомобіля типу купе типу 36, в той час як в 1966 році купе для кузова типу 26 було замінено на тип 45. Обидва типи, 36 і 45, були запропоновані спочатку у формі S3, а потім у 1968 році у формі S4 і, нарешті, у 1970 році як Elan Sprint. Випуск Sprint припинився в 1973 році. Стандартні моделі (Std) S2, S3 і S4 також були доступні у дещо більш потужному та розкішному варіанті "Special Equipment", що зазвичай називається SE (наприклад, Lotus Elan S3 SE).
У Великій Британії Elan пропонувався як повністю зібраний транспортний засіб і, з метою ухилення від сплати податків, як нижчий комплект витрат для остаточного складання замовником.

## Elan M100 (1989-1995)

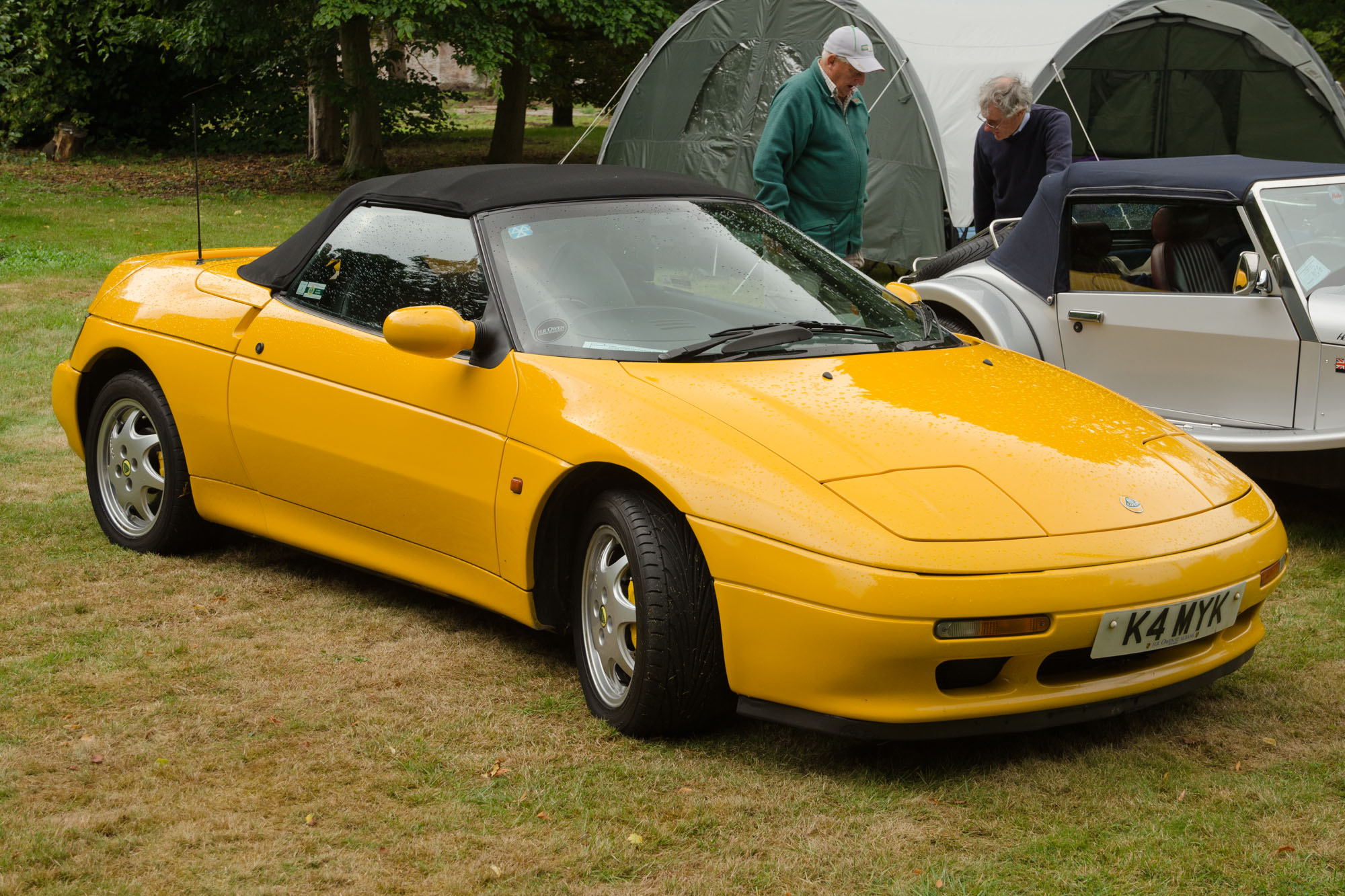
Lotus Elan M100 (1989-1995)

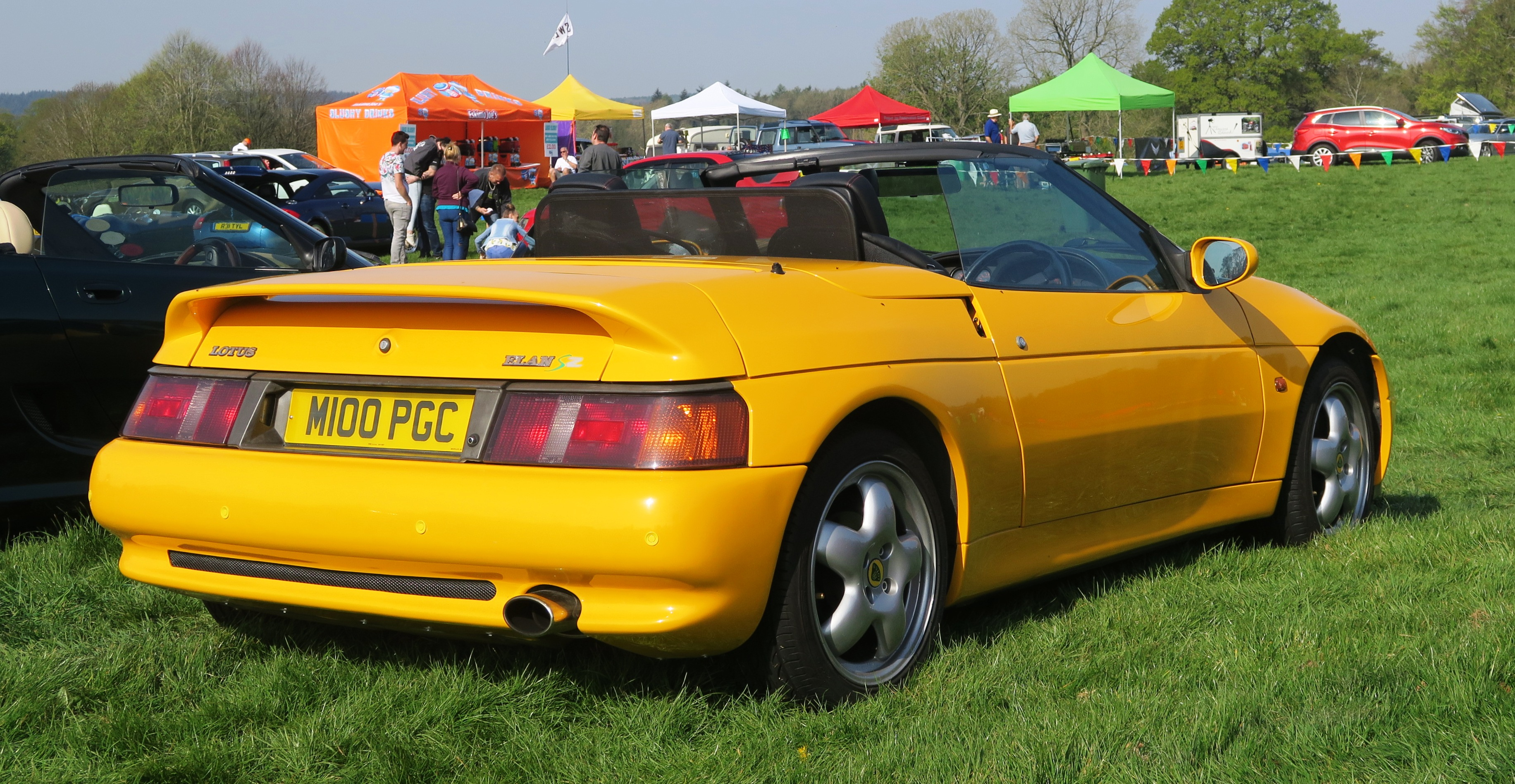

Lotus M100 Elan був запущений у серпні 1989 року, відродивши назву Elan через 14 років відсутності на ринку. Двомісний спортивний автомобіль-кабріолет з приводом на переднє колесо, розроблений власноруч Lotus, він оснащувався двигуном і механічною коробкою передач, що поставлялися Isuzu, і був побудований за рахунок розробки та тестування ресурсів General Motors. На його розвиток було вкладено близько 35 мільйонів фунтів стерлінгів (приблизно 55 мільйонів доларів), більше, ніж будь-який інший автомобіль в історії Lotus. Його конструкція, що містить композитний склопластиковий корпус над жорсткою сталевою магістральною рамою, була вірною оригінальній філософії засновника Lotus Коліна Чапмена щодо досягнення продуктивності через малу вагу, а назва "Elan" пов'язувала машину зі своїм предком 1960-х років.
Дизайн автомобіля розробив Пітер Стівенс, що розробив дизайн Jaguar XJR-15 та McLaren F1.

### Kia Elan (1996-1999)

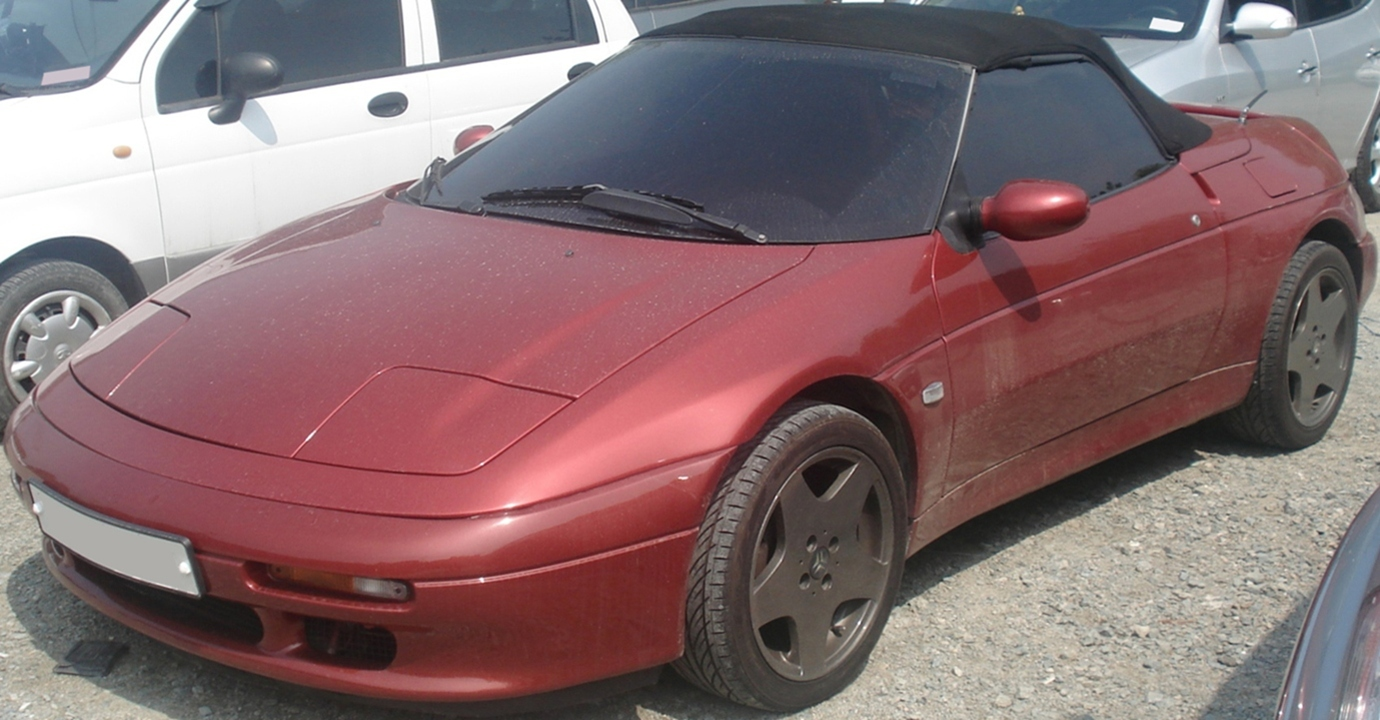
Kia Elan (1996-1999)

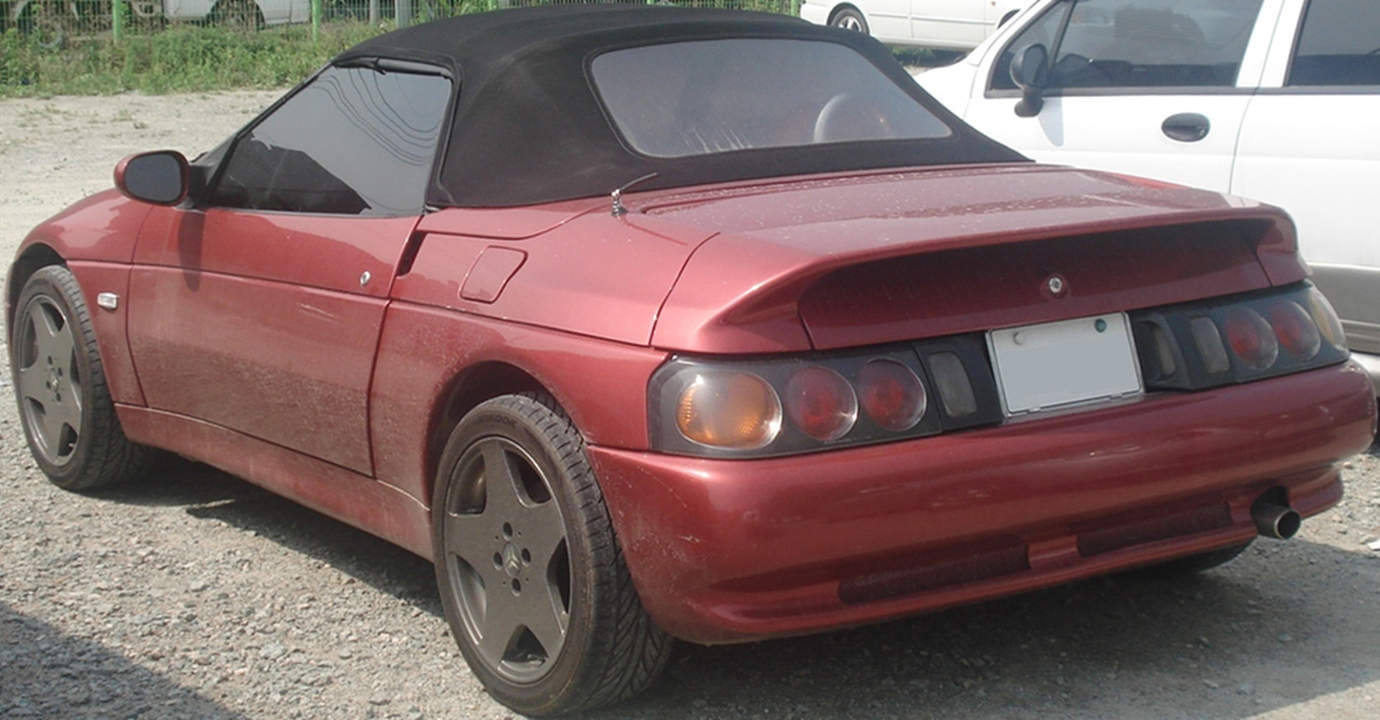

Після остаточного циклу виробництва Elan у 1995 році Lotus продав свої виробничі права компанії Kia Motors, яка випустила власну версію. Зовні Kia Elan виглядає майже ідентично оригіналу. Найбільш очевидною відмінністю є задні ліхтарі, розроблені Kia, які замінили задні ліхтарі Renault Alpine GTA оригіналу.
Kia Motech (Kia Motor-technology) виробляла машину (в Ансані, Південна Корея) з 1996 по 1999 рік як Kia Elan для корейського ринку, використовуючи двигун 1,8 л T8D потужністю 151 к.с. замість Isuzu 1.6 turbo. На японському ринку автомобіль продавався як Vigato. Всього було вироблено 1 056 авто.

## Elan (2010)

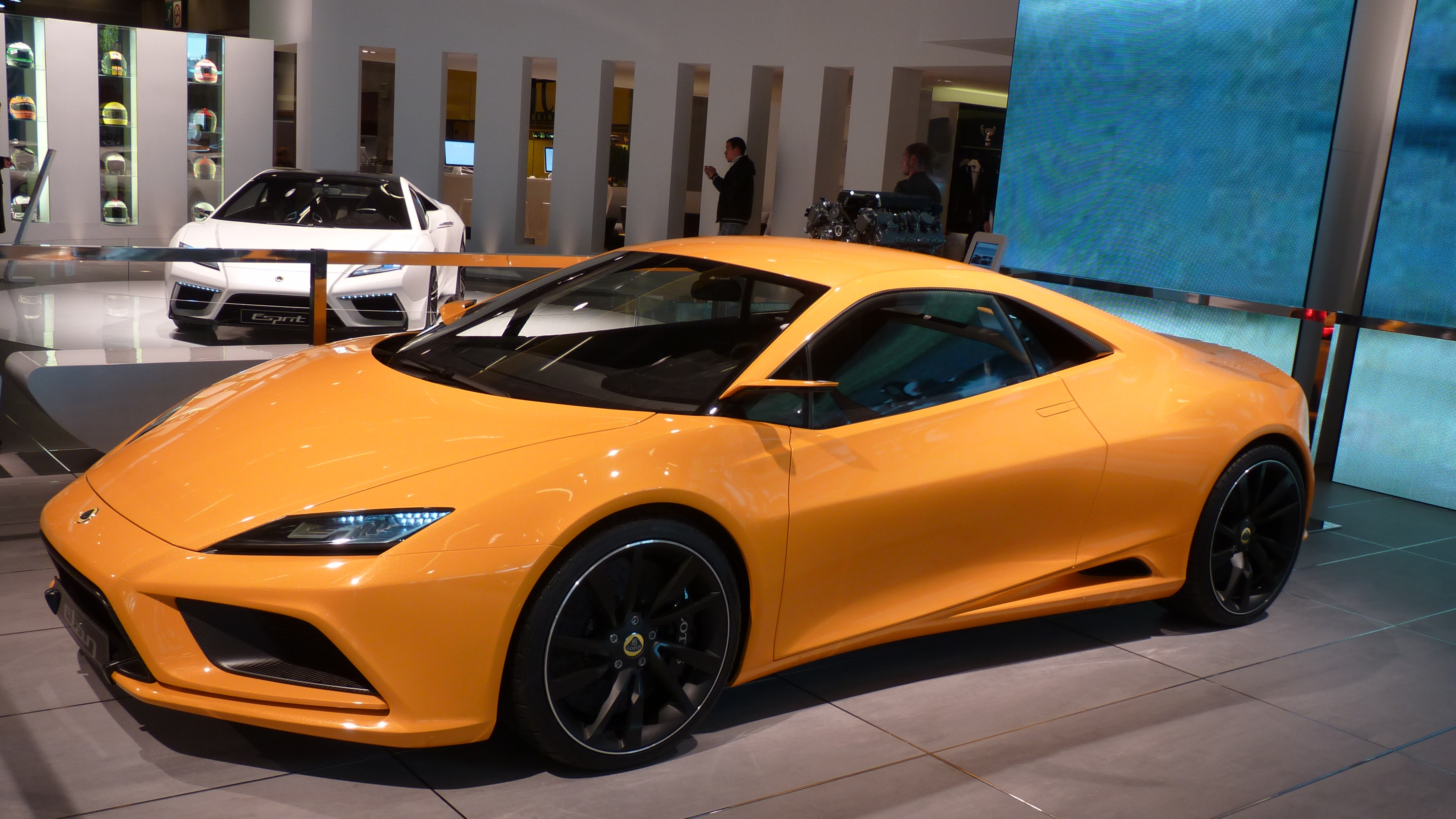
Lotus Elan (з 2013)

На Паризькому автосалоні 2010 року компанія Lotus Cars представила прототип наступного покоління Lotus Elan, яке планували виготовляти з 2013 року.